# Hadena tuana
Hadena tuana är en fjärilsart som beskrevs av Smith 1906. Hadena tuana ingår i släktet Hadena och familjen nattflyn. Inga underarter finns listade i Catalogue of Life.